# Форещинка (струмок)
Форещинка — струмок в Україні, у Яремчанській міській раді Івано-Франківської області, правий доплив   Прутця Чемигівського (басейн Дунаю).

## Опис
Довжина струмка приблизно 6 км. Формується з багатьох безіменних струмків.

## Розташування
Бере  початок між двома безіменними вершинами на південному заході від села Білі Ослави. Тече переважно на південний захід через національний природний парк "Гуцульщина" і у селі Микуличин впадає у Прутець Чемигівський, праву притоку Пруту.